# Jean Reverzy

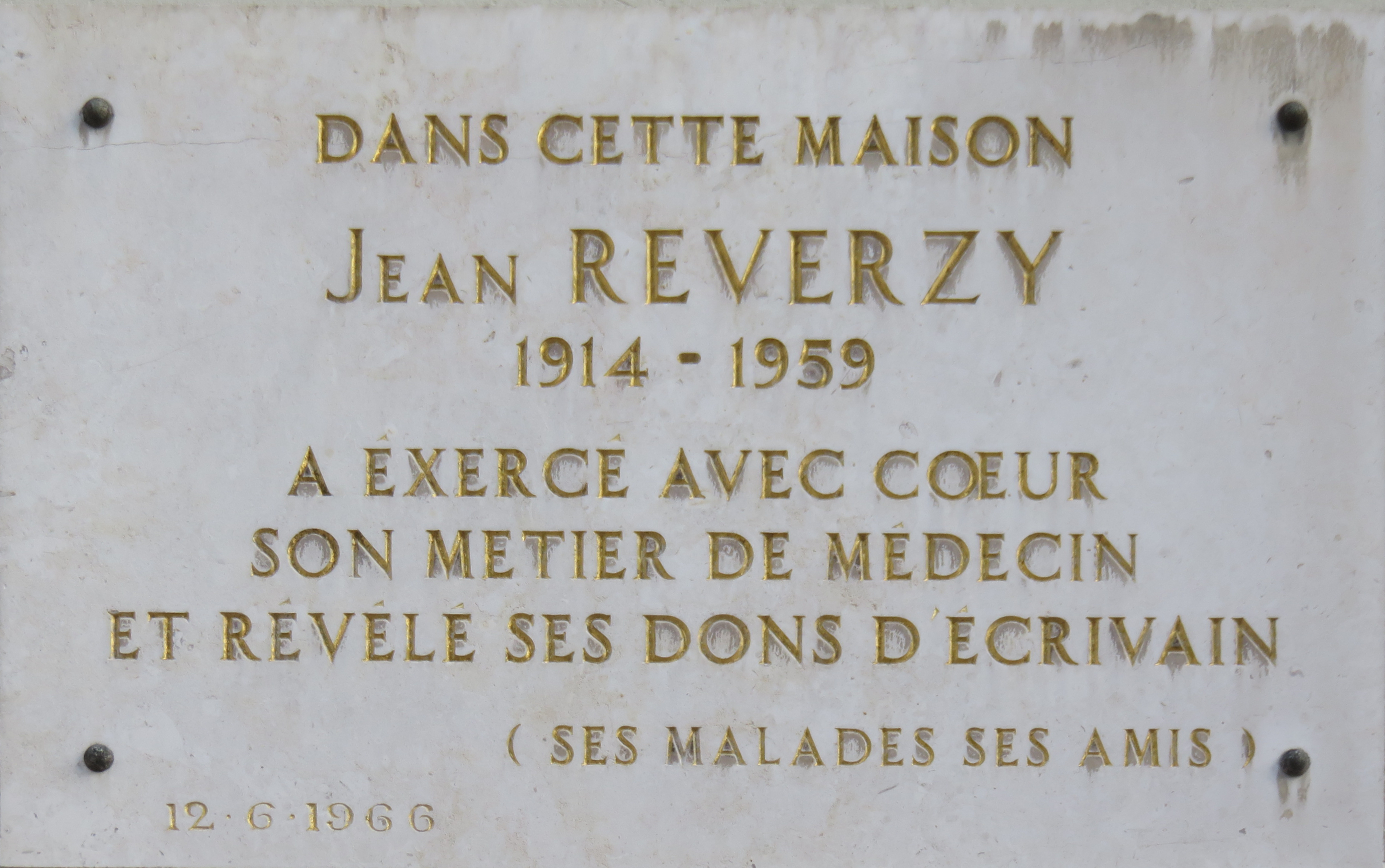
Grabstein von Jean Reverzy

Jean Reverzy (* 10. April 1914 in Balan; † 9. Juli 1959 in Lyon) war ein französischer Arzt und Schriftsteller aus Lyon, der mit seinem 1954 herausgegebenen Erstlingswerk Le Passage extrem erfolgreich wurde. Der Roman beschreibt den schleichenden Verfall eines leberkranken Mannes, der aus Tahiti nach Frankreich zurückkehrt, um dort zu sterben. Dort wird er von einem befreundeten Arzt betreut. Durch Rückblenden ist es dem Erzähler möglich, das Leben auf der tropischen Insel darzustellen und es als verfault und morsch zu beschreiben. Reverzy selbst hielt sich im Jahre 1953 in Französisch-Polynesien auf. Er reiht sich mit seiner Literatur über Tahiti in eine schriftstellerische Riege ein, die von Pierre Loti über Victor Segalen bis Paul Gauguin reicht. Der Roman erhielt 1954 den Buchpreis Prix Renaudot. Le Passage wurde bis heute über 100.000-mal verkauft.
Reverzy schrieb zwei weitere Roman, bevor er 1959 verstarb: Place des Angoisses (1956) und Le Corridor (1958). Weitere posthume veröffentlichte Texte sind u. a. Le silence de Cambridge und La vraie vie .

## Veröffentlichungen (Auszug)
- Le passage. Edouard du Sonneur, Paris 2014, ISBN 978-2-916136-70-7.
- La vraie vie. Le Passeur/Cecofop, Nantes 1998, ISBN 2-907913-60-3.
- Le souffle. Actes Sud, Arles 1994, ISBN 2-7427-0161-3.
- Place des angoisses. Flammarion, Paris 1982, ISBN 2-02-006187-4.